# Róże
Róże (deutsch Rosenhof) ist ein Ort in der polnischen Woiwodschaft Ermland-Masuren und gehört zur Stadt- und Landgemeinde Węgorzewo (Angerburg) im Powiat Węgorzewski (Kreis Angerburg).

## Geographische Lage
Róże liegt im Nordosten der Woiwodschaft Ermland-Masuren, 14 Kilometer südwestlich der Kreisstadt Węgorzewo (Angerburg).

## Geschichte
Der kleine Wohnplatz Rosenhof wurde im Jahre 1874 gegründet und entwickelte sich bald zu einem sehr großen Hof. Als Ortsteil von Rosengarten (polnisch Radzieje) lag es nur 1,5 Kilometer von der Muttergemeinde entfernt, die als Amtsdorf zum Kreis Angerburg im Regierungsbezirk Gumbinnen der preußischen Provinz Ostpreußen gehörte.
Im Jahre 1945 kam Rosenhof in Kriegsfolge mit dem gesamten südlichen Ostpreußen zu Polen und trägt seither die polnische Namensform „Róże“. Heute ist es ein kleiner Ort im Verbund der Stadt- und Landgemeinde Węgorzewo im Powiat Węgorzewski, vor 1998 zur Woiwodschaft Suwałki, seither zur Woiwodschaft Ermland-Masuren gehörig.

## Kirche
Rosenhof war bis 1945 in die evangelische Kirche Rosengarten in der Kirchenprovinz Ostpreußen der Kirche der Altpreußischen Union und auch in die katholische Kirche Zum Guten Hirten in Angerburg im damaligen Bistum Ermland eingepfarrt. Heute gehören die katholischen Einwohner von Róże zur Pfarrei in Radzieje im Bistum Ełk (Lyck) der Römisch-katholischen Kirche in Polen, während die evangelischen Kirchenglieder zur Kirchengemeinde in Węgorzewo sich orientieren, einer Filialgemeinde der Pfarrei in Giżycko (Lötzen) in der Diözese Masuren der Evangelisch-Augsburgischen Kirche in Polen.

## Verkehr
Róże liegt ein wenig abseits vom Verkehrsgeschehen und ist nur über einen Landweg von Radzieje (Rosengarten) aus zu erreichen. Radzieje ist auch die nächste Bahnstation an der allerdings nicht mehr regulär befahrenen Bahnstrecke Kętrzyn–Węgorzewo (Rastenburg–Angerburg).